# HD 111968
HD 111968 är en ensam stjärna belägen i den mellersta delen av stjärnbilden Kentauren som också har Bayer-beteckningen n Centauri. Den har en skenbar magnitud av ca 4,25 och är svagt synlig för blotta ögat där ljusföroreningar ej förekommer. Baserat på parallaxmätning inom Hipparcosuppdraget på ca 22,0 mas, beräknas den befinna sig på ett avstånd på ca 149 ljusår (ca 46 parsek) från solen. Den rör sig närmare solen med en heliocentrisk radialhastighet på ca -2,5 km/s.

## Egenskaper
HD 111968 är en gul till vit underjättestjärna av spektralklass A4 IV. Den har en radie som är ca 3,4 solradier och har ca 34 gånger solens utstrålning av energi från dess fotosfär vid en effektiv temperatur av ca 7 600 K.